# トーマス・カミンスキ
トーマス・カミンスキ（Thomas Kaminski, 1992年10月23日 - ）は、ベルギー・デンデルモンデ出身のサッカー選手。チャールトン・アスレティックFC所属。ポジションはGK。

## 経歴
2009年5月にKベールスホットACでプロデビュー。 
2011年8月、OHルーヴェンに移籍。 
2012年8月、RSCアンデルレヒトに移籍。
2015年夏、FCコペンハーゲンにレンタル移籍。
2016年夏、KVコルトレイクに移籍。
2019年1月7日、かつてユース時代を過ごしたKAAヘントと2年半契約（2年の延長オプション付き）を結んだ
2020年8月26日、ブラックバーン・ローヴァーズFCと2年契約（12か月の延長オプション付き）を結んだ。
2023年8月3日、プレミアリーグに昇格したルートン・タウンFCに移籍した。しかし、クラブはここから2シーズン連続で降格してしまう。
2025年7月1日、EFLチャンピオンシップに昇格したチャールトン・アスレティックFCに移籍し、3年契約を結んだ。

## 代表歴
年代別のベルギー代表歴がある。
2014 FIFAワールドカップの直前、GK陣に怪我人が相次いだことからフル代表に召集された。5月26日に開催されたルクセンブルク代表とのフレンドリーマッチでは、ベンチ入りしたものの出番はなかった。
2024年3月23日、アイルランド代表との親善試合でA代表初出場。

## 人物
父親はポーランド人。

## タイトル

### クラブ
アンデルレヒト
- ベルギー・ファースト・ディビジョンA (2): 2012–13, 2013–14
- ベルギー・スーパーカップ (3): 2012, 2013, 2014

コペンハーゲン
- デンマーク・スーペルリーガ: 2015–16
- デンマーク・カップ: 2015–16